# شريان صدغي أوسط
ينشأ الشريان الصدغي الأوسط (بالإنجليزية: Middle temporal artery)‏ مباشرة فوق القوس الوجني ويخترق اللفافة الصدغية ويعطي فروع للعضلة الصدغية ويتفاغر مع الأفرع الصدغية العميقة لشريان الفك العلوي.
يعطي أحياناً فرع الشريان الوجني الحجاجي والذي يمتد على طول الحد العلوي للقوس الوجني بين طبقتين من اللفافة الصدغية إلى الزاوية الوحشية لمحجر العين.